# Кленгёф
Кленгёф (фр. Kleingoeft) — коммуна на северо-востоке Франции в регионе Гранд-Эст (бывший Эльзас — Шампань — Арденны — Лотарингия), департамент Нижний Рейн, округ Саверн, кантон Саверн. До марта 2015 года коммуна административно входила в состав упразднённого кантона Мармутье (округ Саверн).
Площадь коммуны — 2,5 км², население — 130 человек (2006) с тенденцией к росту: 146 человек (2013), плотность населения — 58,4 чел/км².

## Население
Население коммуны в 2011 году составляло 140 человек, в 2012 году — 143 человека, а в 2013-м — 146 человек.
| 1962 | 1968 | 1975 | 1982 | 1990 | 1999 | 2006 | 2008 | 2011 | 2012 | 2013 |
| ---- | ---- | ---- | ---- | ---- | ---- | ---- | ---- | ---- | ---- | ---- |
| 129  | 120  | 118  | 113  | 122  | 117  | 130  | 137  | 140  | 143  | 146  |

Динамика населения:

## Экономика
В 2010 году из 98 человек трудоспособного возраста (от 15 до 64 лет) 80 были экономически активными, 18 — неактивными (показатель активности 81,6 %, в 1999 году — 68,6 %). Из 80 активных трудоспособных жителей работали 75 человек (43 мужчины и 32 женщины), 5 женщин числились безработными. Среди 18 трудоспособных неактивных граждан 4 были учениками либо студентами, 9 — пенсионерами, а ещё 5 — были неактивны в силу других причин.